# 국제 스누커 당구 연맹
국제 스누커 당구 연맹(International Billiards and Snooker Federation, IBSF)은 스누커 당구 종목을 관할하는 국제 스포츠 행정 기구이다.

## 참고 문헌
- “The International Billiards and Snooker Federation (IBSF)”. 세계 당구 연맹.
- “국제 스누커 당구 연맹”. 국제 협회 연합.

## 같이 보기
- 스누커
- 잉글랜드식 당구
- 세계 당구 연맹